# Chondria globulosa
Chondria globulosa es una especie de coleóptero de la familia Endomychidae.

## Distribución geográfica
Habita en Sarawak (Indonesia).